# آیدون کورپوریشن
آیدون کورپوریشن (انگلیسی: Aidon Corporation) شرکت برق فنلاندی است، که در سال ۲۰۰۴ تأسیس شد.